# 索利维切戈茨克
61°20′N 46°55′E / 61.333°N 46.917°E
索利維切戈茨克（俄语：Сольвычего́дск，意即「維切格達河的鹽」）是俄羅斯阿爾漢格爾斯克州東南部的一個城市，位於維切格達河畔，距州府阿爾漢格爾斯克東南630公里、科特拉斯東北25公里。2002年人口2,843人。
1492年首見於文獻，1796年建市。